# Cunderdin Airport
Cunderdin Airport är en flygplats i Australien. Den ligger i kommunen Cunderdin och delstaten Western Australia, omkring 130 kilometer öster om delstatshuvudstaden Perth.
Trakten runt Cunderdin Airport är nära nog obefolkad, med mindre än två invånare per kvadratkilometer.. Närmaste större samhälle är Cunderdin, nära Cunderdin Airport.
Trakten runt Cunderdin Airport består till största delen av jordbruksmark.  Genomsnittlig årsnederbörd är 452 millimeter. Den regnigaste månaden är september, med i genomsnitt 67 mm nederbörd, och den torraste är december, med 14 mm nederbörd.